# Fort Dodge (Iowa)
Fort Dodge è una città e capoluogo della contea di Webster, Iowa, Stati Uniti, situata lungo il fiume Des Moines. La popolazione era di 25 206 abitanti al censimento del 2010, un aumento rispetto ai 25 136 abitanti del censimento del 2000. Fort Dodge è un importante centro commerciale per il centro-nord e il nord-ovest dell'Iowa. Si trova sulle U.S. Routes 20 e 169.

## Geografia fisica
Secondo lo United States Census Bureau, ha un'area totale di 16,31 mi² (42,24 km²).

## Storia
Fort Dodge fa risalire i suoi inizi al 1850 quando i soldati dello United States Army eressero un forte all'incrocio tra il fiume Des Moines e il Lizard Creek. Originariamente si chiamava Fort Clarke, ma fu rinominato Fort Dodge perché c'era un altro forte con lo stesso nome nel Texas. Prende il nome da Henry Dodge, un governatore del Territorio del Wisconsin (che comprendeva l'Iowa all'epoca). Il forte fu abbandonato dall'esercito nel 1853.
L'anno successivo William Willams, un magazziniere civile a Fort Dodge, acquistò la terra e gli edifici del vecchio forte. La città di Fort Dodge fu fondata nel 1869. Nel 1872 iniziò la lunga e continua storia della produzione di gesso nell'Iowa quando George Ringland, Webb Vincent e Stillman T. Meservey formarono la Fort Modge Plaster Mills per estrarre, macinare e preparare gesso per uso commerciale. L'azienda costruì il primo mulino di gesso a ovest del fiume Mississippi, a capo di quello che oggi è conosciuto come Gypsum Creek.
Fort Dodge ha il soprannome di "Little Chicago".

## Società

### Evoluzione demografica
Secondo il censimento del 2010, la popolazione era di 25 206 abitanti.

### Etnie e minoranze straniere
Secondo il censimento del 2010, la composizione etnica della città era formata dall'89,7% di bianchi, il 5,5% di afroamericani, lo 0,4% di nativi americani, lo 0,8% di asiatici, lo 0,0% di oceaniani, l'1,4% di altre razze, e il 2,2% di due o più etnie. Ispanici o latinos di qualunque razza erano il 5,0% della popolazione.

## Amministrazione

### Gemellaggi
- Gjakova